# 이스마엘 베아

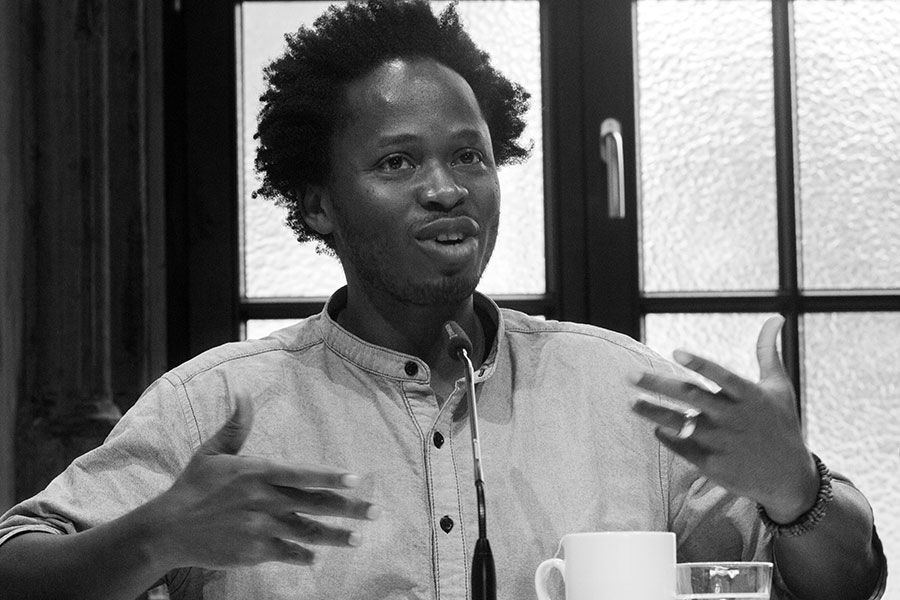

이스마엘 베아(Ishmael Beah)는 《집으로 가는 길》(A long way gone - Memoirs of a Boy Soldier)의 저자이다.
1980년 시에라리온 출생. 12살에 소년병으로 정부군에 참가. 10대의 어린날들을 살육과 복수, 피로 물들이며 보낸다.
몇 년후 유니세프 도움으로 재활치료를 받고 사회로 복귀, 현재 인권운동가로 활동하고 있다.